# Joséphine de La Baume
Joséphine de La Baume (Parigi, 8 ottobre 1984) è un'attrice, modella e cantante francese.

## Biografia
Lavora come modella soprattutto per Agent Provocateur.

### Vita privata
Ha sposato il musicista inglese Mark Ronson nel settembre 2011.

## Filmografia parziale

### Cinema
- Tradire è un'arte - Boogie Woogie (Boogie Woogie), regia di Duncan Ward (2009)
- La princesse de Montpensier, regia di Bertrand Tavernier (2010)
- Notre jour viendra, regia di Romain Gavras (2010)
- One Day, regia di Lone Scherfig (2011)
- Johnny English - La rinascita (Johnny English Reborn), regia di Oliver Parker (2011)
- Confession of a Child of the Century, regia di Sylvie Verheyde (2012)
- Kiss of the Damned, regia di Xan Cassavetes (2012)
- Joy de V., regia di Nadia Szold (2013)
- Billy Bates, regia di Jennifer DeLia (2013)
- Quai d'Orsay, regia di Bertrand Tavernier (2013)
- Rush, regia di Ron Howard (2013)
- Listen Up Philip, regia di Alex Ross Perry (2014)
- Arrête ou je continue, regia di Sophie Fillières (2014)
- L'échappée belle, regia di Emilie Cherpitel (2015)
- Road Games, regia di Abner Pastoll (2015)
- Madame, regia di Amanda Sthers (2017)
- Come ti ammazzo il bodyguard (The Hitman's Bodyguard), regia di Patrick Hughes (2017)
- Bees Make Honey, regia di Jack Eve (2017)
- Alien Crystal Palace, regia di Arielle Dombasle (2018)
- L'amour est une fête, regia di Cédric Anger (2018)
- Aspettando Anya (Waiting for Anya), regia di Ben Cookson (2020)
- Éléonore, regia di Amro Hamzawi (2020)
- Ursus, regia di Otar Shamatava (2020)

## Doppiatrici italiane
Nella versione in italiano dei suoi film, Josèphine de La Baum è stata doppiata da:
- Milvia Bonacini in Johnny English - La rinascita

## Discografia
- 2012 - In Wonder